# Tilbury Fort

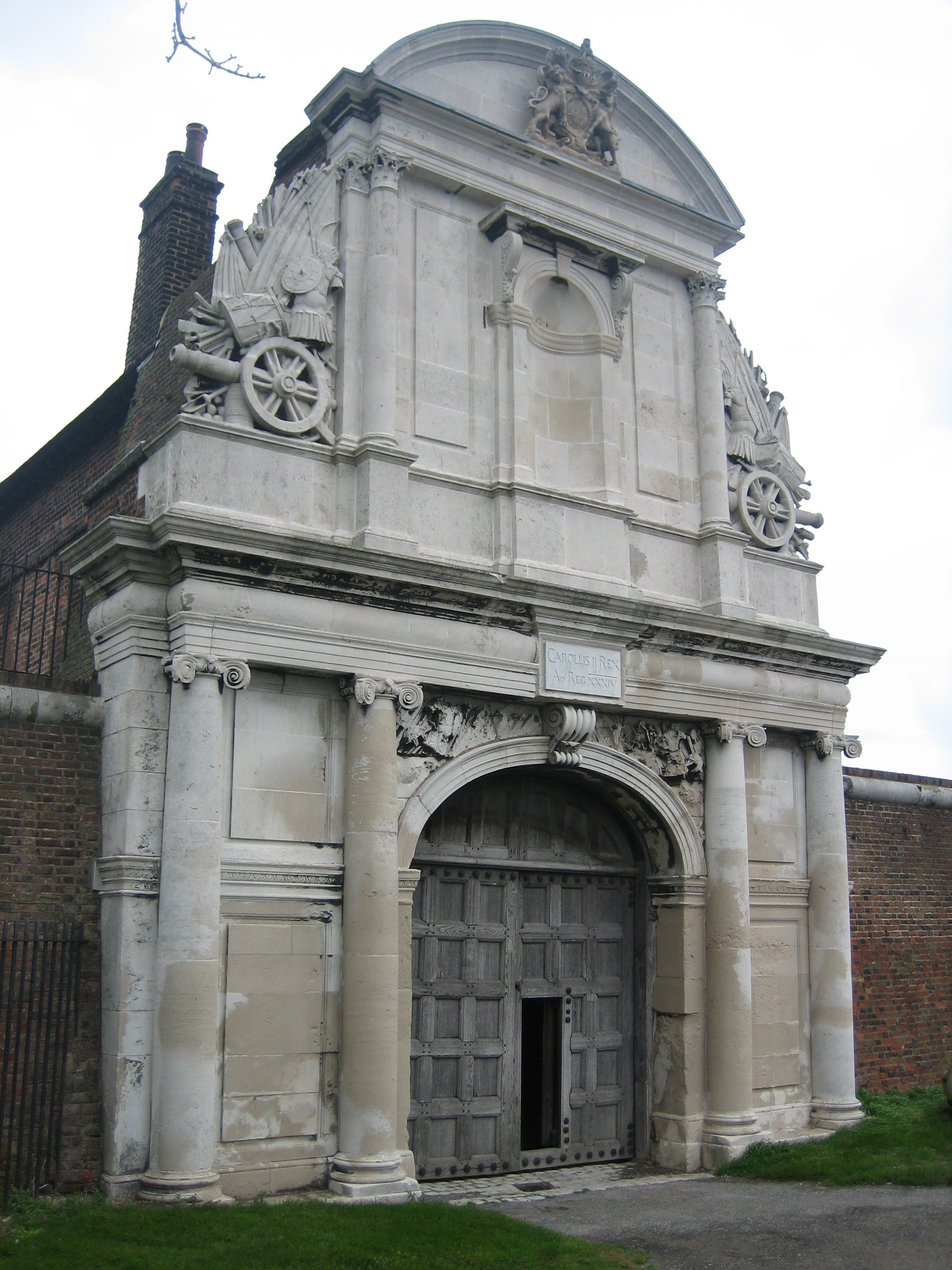
Water Gate

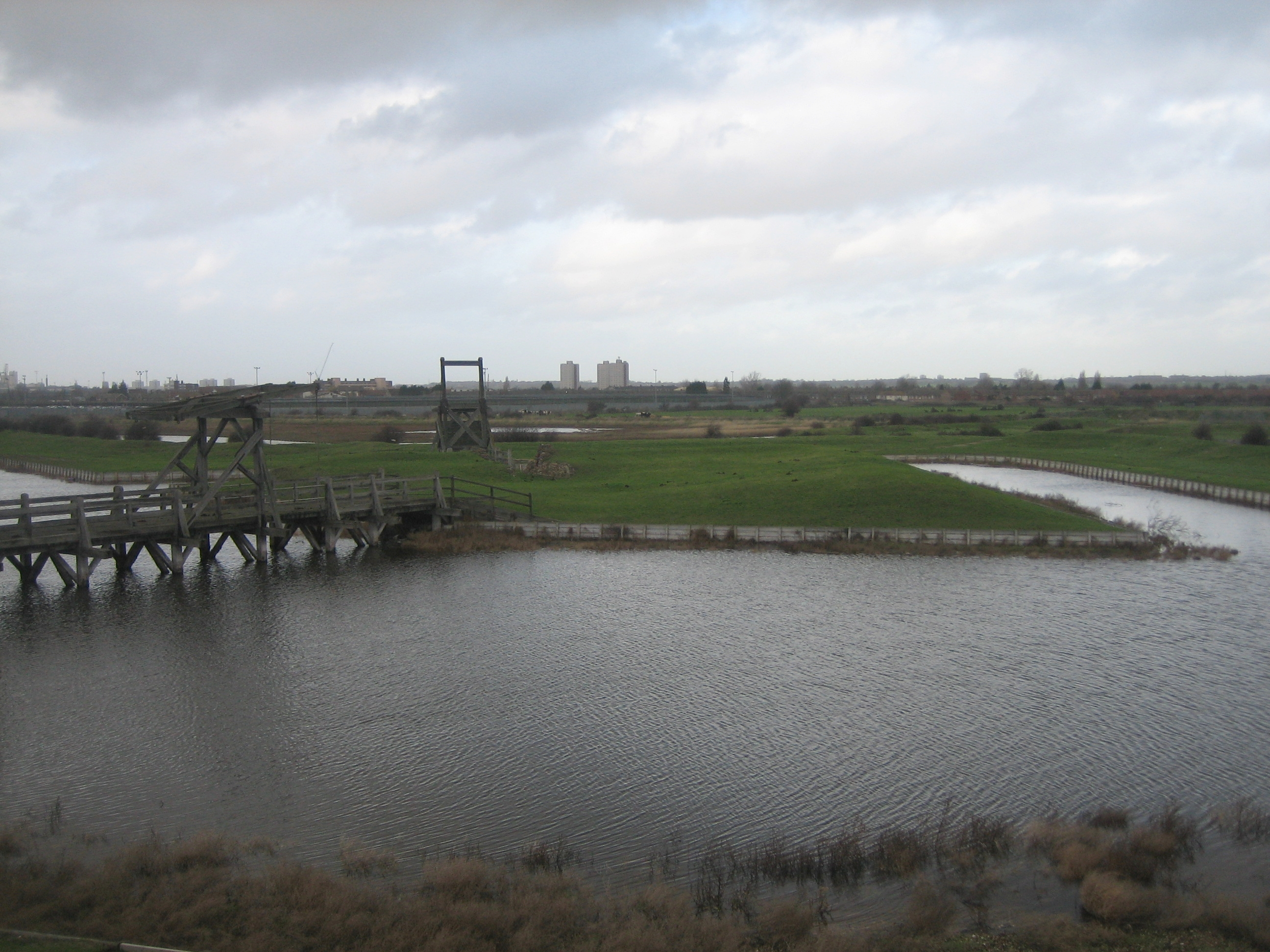
Ravelin von Tilbury Fort

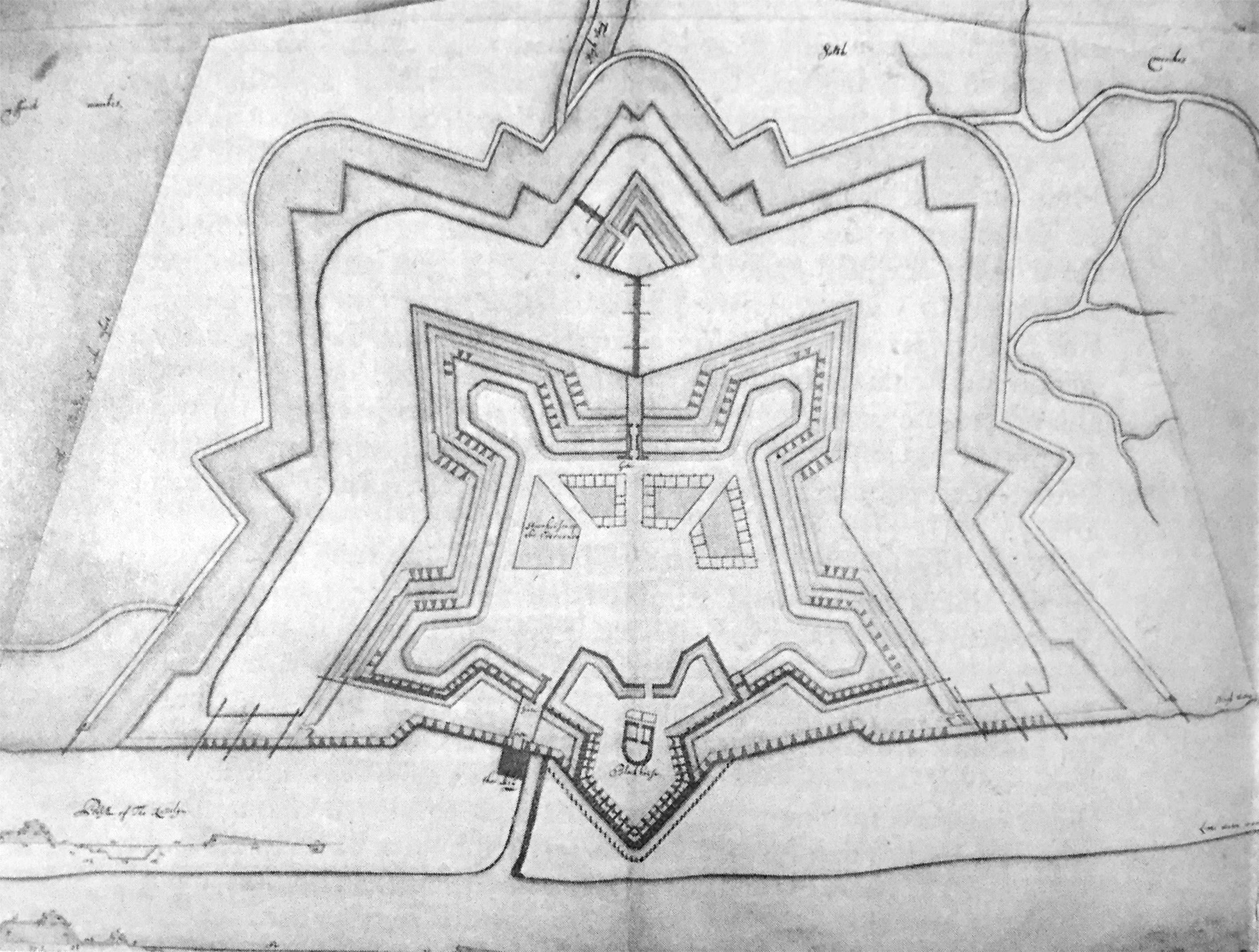
Plan von Tilbury Fort (1670)

Tilbury Fort ist eine am Nordufer der Themse östlich von London in der Grafschaft Essex gelegene fünfeckige Festung, die in ihrer heutigen Form an der Stelle einer im Jahr 1539 unter Heinrich VIII. errichteten D-förmigen Befestigung unter Bernard de Gromme (der auch den Ausbau der Zitadelle von Plymouth leitete) von 1670 bis 1683 errichtet wurde.

## Geschichte
Die Befestigung Heinrichs VIII. wurde an der Stelle einer früheren Eremitage erbaut. Der Bau der bestehenden Festung wurde durch erwartete Angriffe einer niederländisch-französischen Flotte verursacht. Bernard de Gromme entwarf das neue Fort im Auftrag des Königs Charles II. Die Festung erlangte niemals praktische militärische Bedeutung, diente aber noch in den Weltkriegen der Verteidigung von London. So wurde im Ersten Weltkrieg von ihr aus ein deutscher Zeppelin abgeschossen. Im Zweiten Weltkrieg erlitt die Anlage Bombenschäden. Sie wird nach der Aufgabe der militärischen Nutzung 1950 heute von English Heritage betreut.

## Anlage

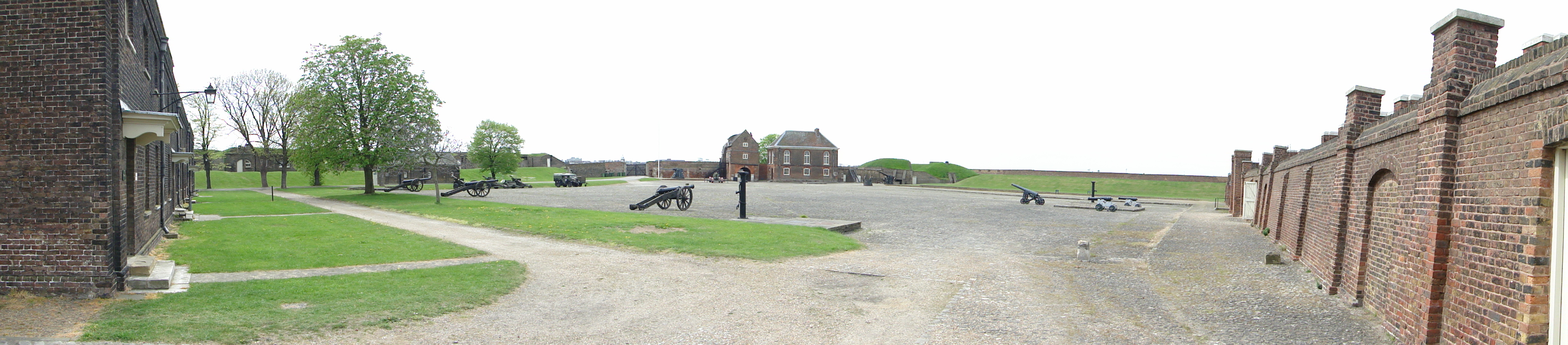
Der Exerzierplatz

Die im Süden an das Ufer der Themse angelehnte Festung hat die Form eines Pentagons mit sternförmig hervortretenden Bastionen, mit Backstein befestigten Erdwällen und einem doppelten Wassergraben sowie der Möglichkeit, das umliegende Marschland zu fluten. Der Zugang erfolgt über (rekonstruierte) Zugbrücken. Im Inneren befindet sich ein gepflasterter Exerzierhof. Zur Themse liegt das Water Gate mit Waffentrophäen im Giebel.
3,7 km themseabwärts liegt das Coalhouse Fort.